# Oppeby socken
Oppeby socken i Östergötland ingick i  Kinda härad, ingår sedan 1974 i Kinda kommun och motsvarar från 2016 Oppeby distrikt.
Socknens areal är 130,05 kvadratkilometer varav 97,68 land. År 2000 fanns här 313 invånare. Sockenkyrkan Oppeby kyrka ligger i socknen. 

## Administrativ historik
Oppeby socken har medeltida ursprung. 
Vid kommunreformen 1862 övergick socknens ansvar för de kyrkliga frågorna till Oppeby församling och för de borgerliga frågorna till Oppeby landskommun. Landskommunen uppgick 1952 i Norra Kinda landskommun som 1974 uppgick i Kinda kommun. Församlingen uppgick 2010 i Rimforsa församling.
1 januari 2016 inrättades distriktet Oppeby, med samma omfattning som församlingen hade 1999/2000.  
Socknen har tillhört samma fögderier och domsagor som Kinda härad.  De indelta soldaterna tillhörde   Första livgrenadjärregementet, Kinds kompani och Andra livgrenadjärregementet, Vifolka kompani.

## Geografi
Oppeby socken ligger mellan sjöarna Åsunden i väster och Björken i öster.  Socknen är en starkt kuperad skogstrakt med odlingsbygd vid kyrkan invid Åsunden.
I socknen finns byar såsom Björkfors, Boda, Väsby, Falla. Även många av skogstorpen har såväl fast boende som fritidsgäster. Idag liksom förr domineras arbetssituationen av jord- och skogsbruk.

## Fornlämningar
Kända från socknen är sex gravfält och två fornborgar från yngre järnåldern.

## Namnet
Namnet (1300 Vppeby) kommer från byn som idag kallas Stjärnvik. Tolkningen är 'gården (byn) där uppe'.

### Fotnoter
1. 1 2  Svensk Uppslagsbok andra upplagan 1947–1955: Oppeby socken
2. 1 2  Harlén, Hans; Harlén Eivy (2003). Sverige från A till Ö: geografisk-historisk uppslagsbok. Stockholm: Kommentus. Libris 9337075. ISBN 91-7345-139-8
3. ↑  ”Församlingar”. Statistiska centralbyrån. https://www.scb.se/hitta-statistik/regional-statistik-och-kartor/regionala-indelningar/forsamlingar/. Läst 30 december 2022.
4. ↑  Administrativ historik för Oppeby socken (Klicka på församlingsposten). Källa: Nationella arkivdatabasen, Riksarkivet.
5. 1 2  Sjögren, Otto (1931). Sverige geografisk beskrivning del 2 Östergötlands, Jönköpings, Kronobergs, Kalmar och Gotlands län. Stockholm: Wahlström & Widstrand. Libris 9939
6. 1 2  Nationalencyklopedin
7. ↑  Fornlämningar, Statens historiska museum: Oppeby socken
8. ↑  Fornminnesregistret, Riksantikvarieämbetet: Oppeby socken Fornminnen i socknen erhålls på kartan genom att skriva in sockennamn (utan "socken") i "Ange geografiskt område"
9. ↑  Mats Wahlberg, red (2003). Svenskt ortnamnslexikon. Uppsala: Institutet för språk och folkminnen. Libris 8998039. ISBN 91-7229-020-X. https://isof.diva-portal.org/smash/get/diva2:1175717/FULLTEXT02.pdf